# Бард, Владимир Семёнович
Владимир Семёнович Бард (1940—2004) — советский и российский учёный, доктор экономических наук, профессор.
Автор и соавтор более 50 печатных работ — монографий, учебников и учебных пособий.

## Биография
Родился 1 апреля 1940 года.
После школы в 1958 году поступил и в 1962 году окончил финансово-экономический факультет Московского финансового института (МФИ, ныне Финансовый университет при Правительстве Российской Федерации). По окончании института по распределению был направлен в центральный аппарат Министерства финансов РСФСР, где в 1962—1964 годах курировал Новосибирский и Западно-Сибирский совнархозы.
В 1964 году поступил в аспирантуру МФИ и возглавлял научное студенческое общество. Окончив аспирантуру в 1967 году, с 1968 года начал преподавательскую деятельность, в 1975—1977 годах был председателем профкома вуза. В 1975—1985 годах — декан кредитно-экономического факультета; с 1985 года занимал должность проректора вуза по учебной работе, с 1992 года — проректор по научной работе.
В течение многих лет руководил аспирантами, подготовил 19 кандидатов экономических наук. Возглавлял более десяти лет диссертационный совет по специальности «Финансы, денежное обращение, кредит». Докторскую диссертацию на тему «Теория и практика финансирования инвестиционного комплекса России в современных условиях» защитил в 2000 году.
Владимир Бард внес большой вклад в обновление учебных планов, развитие комплексных научно-методических тем и производственной практики. Сферой его научных интересов были отраслевые финансы и финансово-инвестиционные проблемы развития российской экономики. В числе его публикаций: монография «Финансово-инвестиционный комплекс», ряд статей в журналах «Финансы», «Деньги и кредит», в «Финансово-кредитном словаре». Также участвовал в подготовке учебников и учебных пособий «Финансы предприятий и отраслей народного хозяйства», «Финансы промышленности», «Финансирование и кредитование промышленности», «Экономика, организация и планирование строительства», «Финансы строительства».
Умер в 2004 году.

## Награды
- Орден «Знак Почёта»;
- Орден Почёта (1996)[5];
- Медаль «В память 850-летия Москвы»;
- Нагрудный знак Минвуза СССР «За отличные успехи в работе».